# Desmocerus californicus
Desmocerus californicus es una especie de coleóptero crisomeloideo de la familia Cerambycidae. Es originaria de los Estados Unidos.

## Subespecies
- Desmocerus californicus californicus Horn, 1881
- Desmocerus californicus dimorphus Fisher, 1921